# مسیحیت به عنوان دین دولتی روم

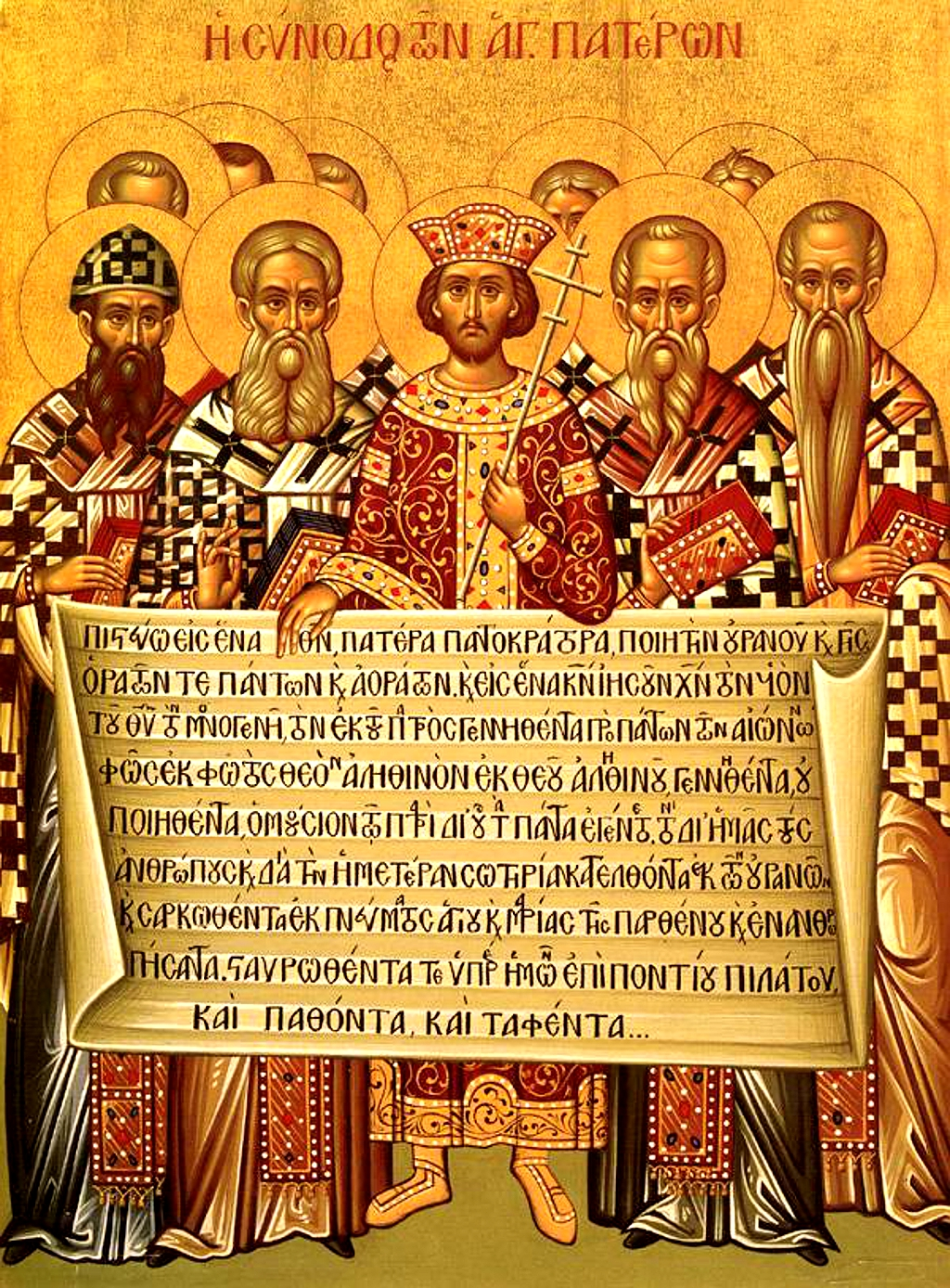
نقاشی از عده‌ای از مسیحیان دولتی روم

مسیحیت به عنوان دین دولتی روم (انگلیسی: Christianity as the Roman state religion) هنگامی که امپراتور تئودئوس یکم فرمان تسالونیکا را در سال ۳۸۰ صادر کرد، مسیحیت دین رسمی امپراتوری روم شد. ارتدوکس کاتولیک مسیحیان نیقیه در کلیسای بزرگ را به عنوان دین دولتی امپراتوری روم به رسمیت شناخت.

## تاریخچه
یهودیت در امپراتوری روم با حمایت‌های رسمی، جایگاه یک دین قانونی را دریافت کرده بود. اگرچه مسیحیت از سنت‌های یهودی توسعه یافت، اما چنین حمایت‌های قانونی نداشت. مسیحیان در طول دو قرن اول بعد از میلاد گهگاه به خاطر عقایدشان مورد آزار و اذیت قرار می‌گرفتند – رسماً مجازات می‌شدند. اما موضع رسمی دولت روم عموماً نادیده گرفتن مسیحیان بود مگر اینکه آنها به وضوح قدرت امپراتوری را به چالش بکشند.
در سال ۳۱۳ پس از میلاد، امپراتور کنستانتین بزرگ؛ فرمان میلان را صادر کرد که به مسیحیت - و همچنین اکثر ادیان دیگر - وضعیت قانونی اعطا کرد. در حالی که این تحول مهمی در تاریخ مسیحیت بود، اما جایگزینی کامل باورهای سنتی رومی با مسیحیت نبود.
در سال ۳۲۵، کنستانتین شورای نیکیه را فراخواند، که گردهمایی از رهبران مسیحی برای تعیین باورهای رسمی - یا ارتدکس - مسیحیت بود. نتیجه این شورا، اعتقادنامه نیقیه بود که عقاید مورد توافق شورا را بیان کرد.
در سال ۳۸۰ پس از میلاد، امپراتور تئودئوس یکم فرمان تسالونیکا را صادر کرد که مسیحیت، به ویژه مسیحیت نیقیه، دین رسمی امپراتوری روم شد. اکثر فرقه‌های مسیحی دیگر بدعت تلقی شدند، وضعیت قانونی خود را از دست دادند و دارایی‌های آنها توسط دولت روم مصادره شد.

## کتابشناسی
- Forster, Greg (2008). The Contested Public Square: The Crisis of Christianity and Politics. InterVarsity Press. ISBN 978-0-8308-2880-7.
- Honoré, Tony (1998). Law in the Crisis of Empire 379-455 AD. Oxford University Press. ISBN 978-0-19-826078-3.